# Заеленье
Заеленье (бел. Заяленне) — деревня в Дрогичинском районе Брестской области Белоруссии. Входит в состав Хомского сельсовета.

## География
Деревня находится в центральной части Брестской области, на берегах водохранилища Хомск, при автодороге Н-665, на расстоянии приблизительно 15 километров (по прямой) к северу от города Дрогичина, административного центра района. Абсолютная высота — 145 метров над уровнем моря. Площадь населённого пункта — 0,6757 км².

## История
По состоянию на 1905 год, в Заеленье проживало 346 человек. В административном отношении деревня входила в состав Хомской волости Кобринского уезда Гродненской губернии.
Согласно Рижскому мирному договору (1921), деревня вошла в состав межвоенной Польши. Входила в состав гмины Хомск Дрогичинского повета Полесского воеводства. В 1921 году числилось 123 жителя, проживавших в 27 домах. В этническом составе населения того периода полещуки составляли 100 %. В конфессиональном составе населения преобладали православные христиане (100 %).
С 1939 года в БССР.

## Население
По данным переписи 2019 года, в деревне проживало 28 человек.
| Год  | Население, человек |
| ---- | ------------------ |
| 1905 | 346                |
| 1921 | ↘ 123              |
| 2009 | ↘ 49               |
| 2019 | ↘ 28               |